# Peugeot Type 129
La Peugeot Type 129 est un modèle d'automobile produit par le constructeur français Peugeot en 1910.